# Erioptera histrio
Erioptera histrio är en tvåvingeart som beskrevs av Alexander 1945. Erioptera histrio ingår i släktet Erioptera och familjen småharkrankar. Inga underarter finns listade i Catalogue of Life.